# Horst Menzel (Musikpädagoge)
Horst Menzel (* 16. Juli 1933; † 4. Juni 2014) war ein deutscher Musikpädagoge, Musikwissenschaftler und Komponist. Er hat viele Jahre als Musikpädagoge in Bremen gearbeitet. Er war Gründungsmitglied des Landesmusikrats Bremen und von 1979 bis 1997 dessen stellvertretender Vorsitzender. Er förderte den Wettbewerb Jugend musiziert, vertrat den Landesmusikrat im Rundfunkrat von Radio Bremen und war dort Vorsitzender des Programmausschusses beim Hörfunk.
Horst Menzel prägte den Begriff „Reizmusik“ und bezeichnete damit eine Musik, die bei Jugendlichen zur Sezession von Eltern und Erziehungspersonen und zur Bildung von Peergroups führe. Als kennzeichnend für die dazu genutzte Musik nennt er die Regelmäßigkeit im Beat und eine hohe Lautstärke. Der Begriff eröffnete in der Musikpädagogik die Diskussion um den Einfluss von Musik auf Einstellung und Verhalten von Jugendlichen, auch im Kontext einer Gewaltbereitschaft. Im Unterschied zu dem später üblichen Begriff der Gewaltmusik, ist der Begriff Reizmusik wertneutraler.

## Schriften
- Jugend und Reizmusik. Ein Diskussionsbeitrag. Schriftenreihe zur Musikpädagogik, Bd. 2. Diesterweg, Frankfurt/M.; Berlin; Bonn; München 1969.
- Carmen von Georges Bizet. Dargestellt von Horst Menzel. Lienau, Berlin-Lichterfelde 1972.
  - Hauptband, ISBN 3-87484-225-8
  - Beispielheft, ISBN 3-87484-226-6
- Durch Sträucher und Dornen. Chor-Partitur. Edition Eres, Bremen 1964.
- Schwanenfluß. Chor-Partitur. Edition Eres, Bremen 1964.